# RAF Troodos

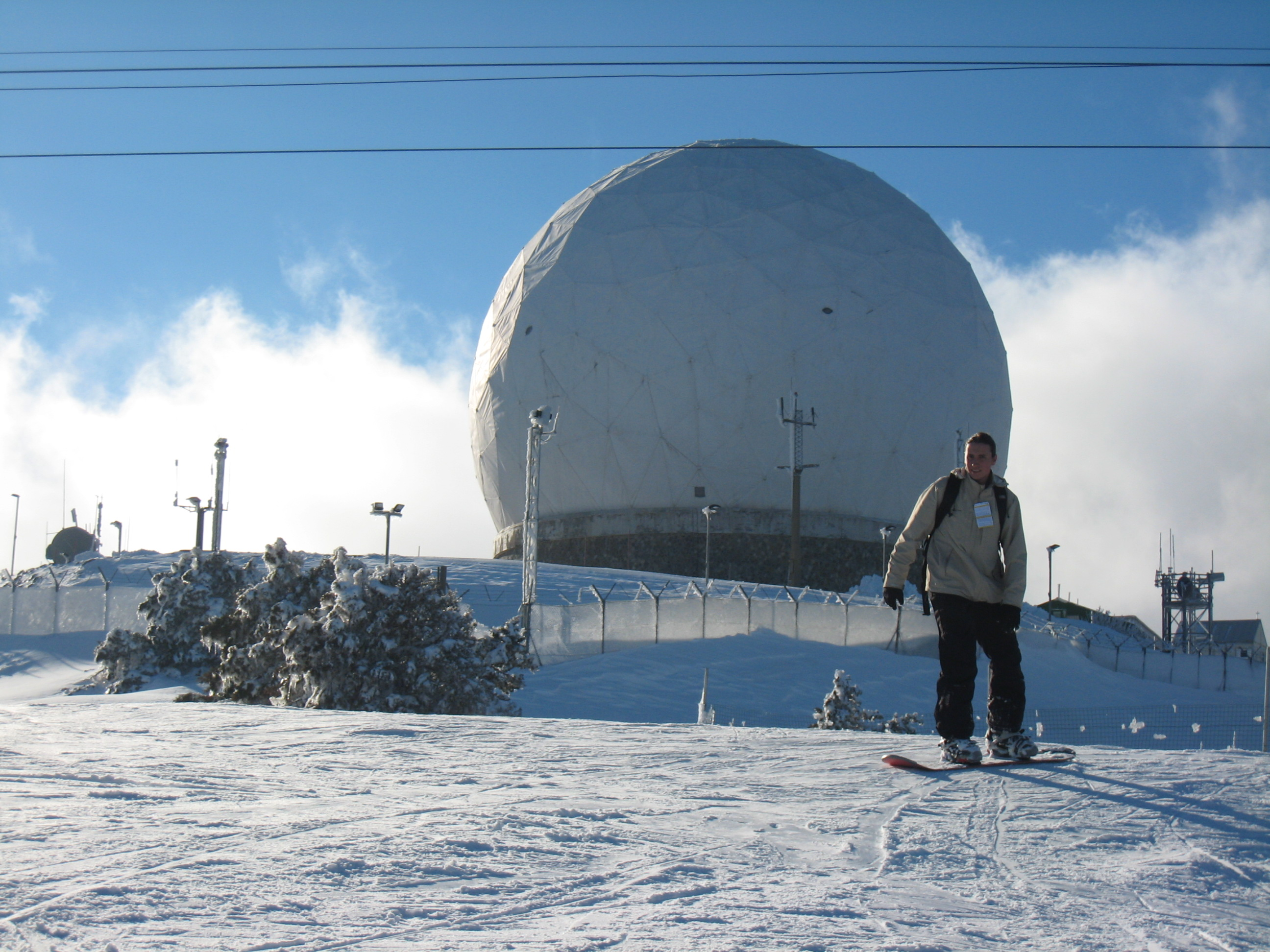
Wintersport auf dem Mount Olympos, im Hintergrund ein Radom der Anlage

RAF Troodos (Royal Air Force Station Troodos) ist der Standort eines leistungsstarken Radarsystems der Royal Air Force nahe Kakopetria auf dem Mount Olympos, dem höchsten Berg Zyperns. Das System hat eine Reichweite von 1500 bis 3000 km und dient zur kontinuierlichen Überwachung des militärischen und zivilen Luftverkehrs über Zypern, Syrien, dem Libanon, Israel sowie Teilen von Ägypten und der Türkei.
Der Standort ist durch Veröffentlichungen von Edward Snowden seit dem Jahr 2015 als wichtiger Abhörposten des britischen Geheimdienstes GCHQ bekanntgeworden. Veröffentlichte Dokumente aus dessen internem Wiki ergaben, dass RAF Troodos zu den „Kronjuwelen“ unter den geheimdienstlichen Abhörkapazitäten beim Überwachen der Satellitenkommunikation zählt, da sowohl Informationen über die Türkei und Israel als auch über die Staaten Nordafrikas darüber gesammelt werden.
Die Anlage befindet sich auf dem Gipfel des Troodos-Gebirges. Dieser ist durch die Anlage zum militärischen Sperrgebiet geworden und deshalb nicht mehr zugänglich. Die 1974 installierte Anlage ist ein nicht näher bekanntes HF/VHF-Radarsystem. Betrieben wird sie von 27 RAF-Mitarbeitern der Golf Section der Joint Service Signal Unit Cyprus. Diese Einheit betreibt auch die 100 Meilen entfernte Ayios Nikolaos Station im Osten der Insel.
Die Troodos Station ist die älteste noch existierende britische Militärbasis auf Zypern. Sie wurde 1878 eingerichtet. Ursprünglich wurde dort ein Erholungs-Lazarett für britische Soldaten aus dem Ägypten-Einsatz eingerichtet, die sich bei den winterlichen Temperaturen von ihren Wüsteneinsätzen erholen sollten. Die britische Armee und die Regierung nutzten es auch als Sommerresidenz.
Im Kalten Krieg wurde die Station zum Abhören der Sowjetunion eingesetzt. Ein weitwinkliges Teleskop des British National Space Centre Starbrook wurde 2006 errichtet. Es kann Objekte im Orbit bis zu einer Größe von 1,5 Metern erkennen.